# Pastorałka (grzyby)

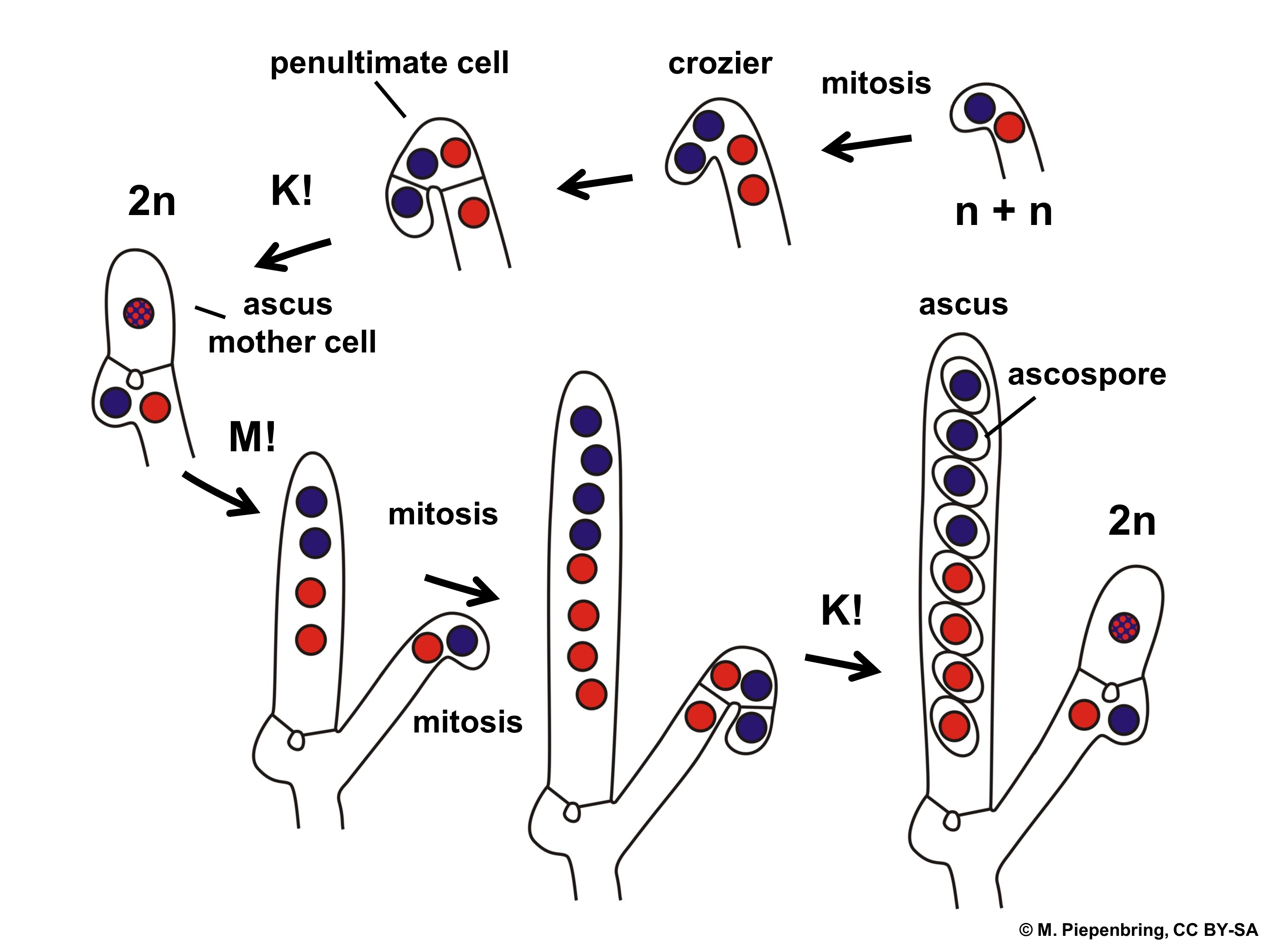
Powstawanie worków i pastorałek podczas askogamii (pastorałka = crozier)

Pastorałka (ang. crozier) – anatomiczna struktura tworząca się u podstawy worków niektórych grzybów z typu workowców (Ascomycota). Swoim wyglądem przypomina pastorał. Spełnia podobne zadanie, jak sprzążki u dikariotycznych grzybów z typu podstawczaków (Basidiomycota).
Podczas początkowego formowania się worka w owocnikach workowców pastorałki pomagają utrzymać stan dikariotyczny zarówno samego worka, jak i gałęzi bocznej, która będzie kontynuowała wytwarzanie workotwórczych strzępek. Końcówki rozwijających się worków na tych askogennych strzępkach zawijają się. Jedno jądro haploidalne migruje do zakrzywionej końcówki, podczas gdy inne zgodne jądro haploidalne pozostaje w przedostatniej przestrzeni poniżej zagiętego pastorałowato końca strzępki. Każde jądro dzieli się, w wyniku czego w worku tworzy się para zgodnych jąder, czyli dikarion. Pozostają dwa siostrzane jądra; jedno w komórce podstawnej, a drugie w pastorale. Końcówka pastorału łączy się następnie z przedostatnią komórką i odgradza przegrodą. Jądro pastorału migruje do przedostatniej komórki, w której pozostaje drugie jądro, utrzymując w ten sposób stan dikariotyczny. Poniżej podstawy worka jądra te migrują razem do rosnącej gałęzi bocznej, która jest w stanie w nieskończoność powtarzać proces formowania się worek-pastorałek. Dojrzałe pastorałki można wykryć poprzez badanie mikroskopowe dojrzałych worków jako małe zakrzywione mostki przy przegrodach. U niektórych workowców brak pastorałek, stąd obecność lub brak pastorałek ma istotne znaczenie przy oznaczaniu gatunków.